# 7e sessie van de Commissie voor het Werelderfgoed

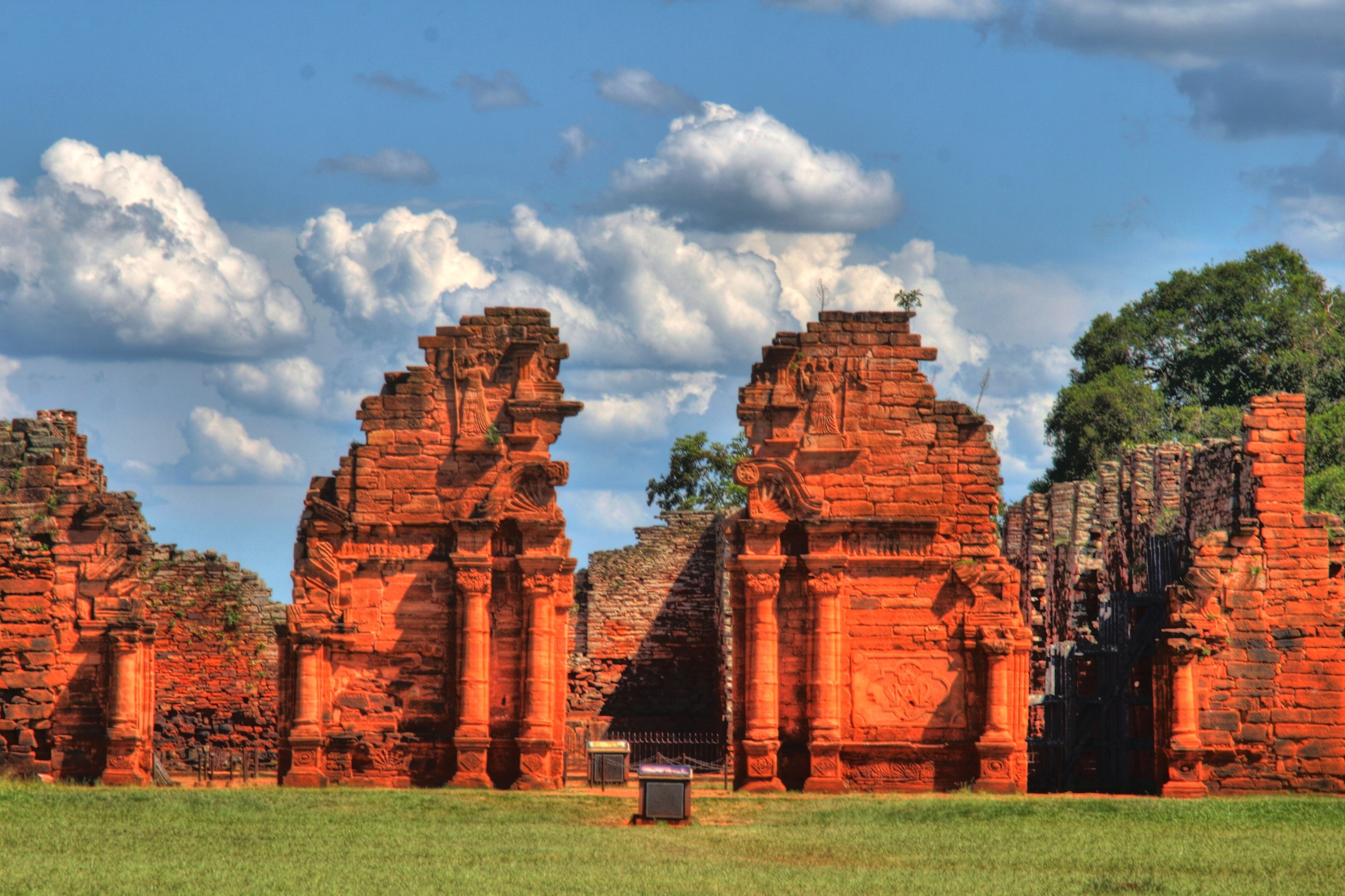
Jezuïetenmissies van de Guaraní in Argentinië en Brazilië

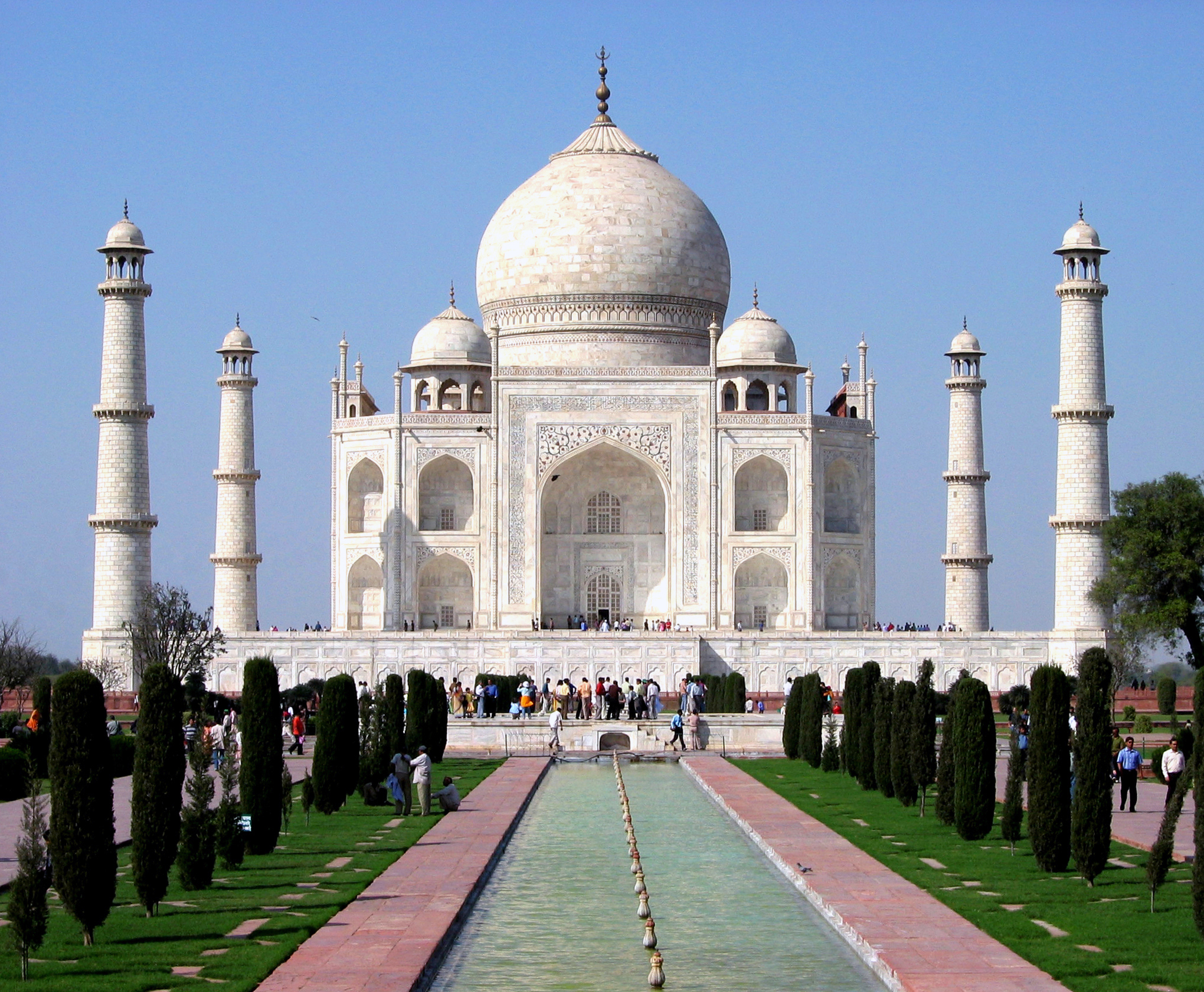
Taj Mahal in India

Historisch heiligdom van Machu Picchu in Peru

De 7e sessie van de Commissie voor het Werelderfgoed van UNESCO vond van 5 december tot 9 december 1983 plaats in Florence in Italië. Er werden 29 nieuwe omschrijvingen aan de werelderfgoedlijst toegevoegd. Hiervan waren 19 dossiers met betrekking tot cultureel erfgoed, 1 met betrekking tot gemengd erfgoed en 9 met betrekking tot natuursites.  Op de rode lijst werden geen locaties toegevoegd. Het totale aantal inschrijvingen komt hiermee op 164 (116 cultureel erfgoed, 7 gemengde omschrijvingen en 41 natuurlijk erfgoed).

## Wijzigingen in 1983
In 1983 zijn de volgende locaties toegevoegd:

### Cultureel erfgoed
- Argentinië / Brazilië: Jezuïetenmissies van de Guaraní: San Ignacio Mini, Santa Ana, Nuestra Señora de Loreto, Santa Maria Mayor en de ruínes van São Miguel das Missões (uitgebreid in 1984)
- Bulgarije: Oude centrum van Nessebar
- Bulgarije: Rilaklooster
- Duitsland: Bedevaartskerk van Wies
- Frankrijk: Place Stanislas, Place de la Carrière en Place d'Alliance in Nancy
- Frankrijk: Abdijkerk van Saint-Savin-sur-Gartempe (uitgebreid in 2007)
- India: Grotten van Ajanta
- India: Grotten van Ellora
- India: Fort van Agra
- India: Taj Mahal
- Peru: Stad Cuzco
- Portugal: Stadscentrum van Angra do Heroísmo op de Azoren
- Portugal: Hiëronymietenklooster en toren van Belém in Lissabon
- Portugal: Klooster van Batalha
- Portugal: Convent van Christus in Tomar
- Verenigde Staten van Amerika: La Fortaleza en San Juan, historische plaatsen in Puerto Rico
- Zwitserland: Abdij van Sankt Gallen
- Zwitserland: Benedictijner abdij Sankt Johann in Müstair
- Zwitserland: Oude stad Bern

### Gemengd erfgoed
- Peru: Historisch heiligdom van Machu Picchu

### Natuurerfgoed
- Bulgarije: Natuurreservaat Srebarna
- Bulgarije: Nationaal park Pirin (uitgebreid in 2010)
- Canada: Nationaal park Wood Buffalo
- Costa Rica / Panama: Talamanca Range-La Amistad reservaat / Nationaal park La Amistad (uitgebreid in 1990)
- Ecuador: Nationaal park Sangay
- Frankrijk: Golf van Porto: Calanches de Piana, Golf van Girolata en Natuurpark Scandola op Corsica
- Ivoorkust: Nationaal park Comoé
- Seychellen: Natuurreservaat Vallée de Mai
- Verenigde Staten van Amerika: Nationaal park Great Smoky Mountains National Park

### Uitbreidingen
In 1983 zijn geen locaties uitgebreid.

### Verwijderd van de rode lijst
In 1983 zijn geen locaties verwijderd van de rode lijst.

### Toegevoegd aan de rode lijst
In 1983 zijn geen locaties toegevoegd aan de rode lijst.
1977 · 
1978 · 
1979 · 
1980 · 
1981 · 
1982 · 
1983 · 
1984 · 
1985 · 
1986 · 
1987 · 
1988 · 
1989 · 
1990 · 
1991 · 
1992 · 
1993 · 
1994 · 
1995 · 
1996 · 
1997 · 
1998 · 
1999 · 
2000 · 
2001 · 
2002 · 
2003 · 
2004 · 
2005 · 
2006 · 
2007 · 
2008 · 
2009 · 
2010 · 
2011 · 
2012 · 
2013 · 
2014 · 
2015 · 
2016 · 
2017 · 
2018 · 
2019 · 
2020-2021 ·
2022-2023 ·
2024 ·
2025